# يوسوكي ناكامورا
يوسوكي ناكامورا (باليابانية: 中村 友亮) (مواليد 6 أكتوبر 1986)، هو لاعب كرة قدم ياباني سابق كان يلعب كلاعب وسط.

## وصلات خارجية
- يوسوكي ناكامورا على موقع رابطة كرة القدم اليابانية للمحترفين (اليابانية)
- يوسوكي ناكامورا على موقع قاعدة بيانات كرة القدم.إي يو (الإنجليزية)
- يوسوكي ناكامورا على موقع عالم كرة القدم.نت (الإنجليزية)